# 주바코

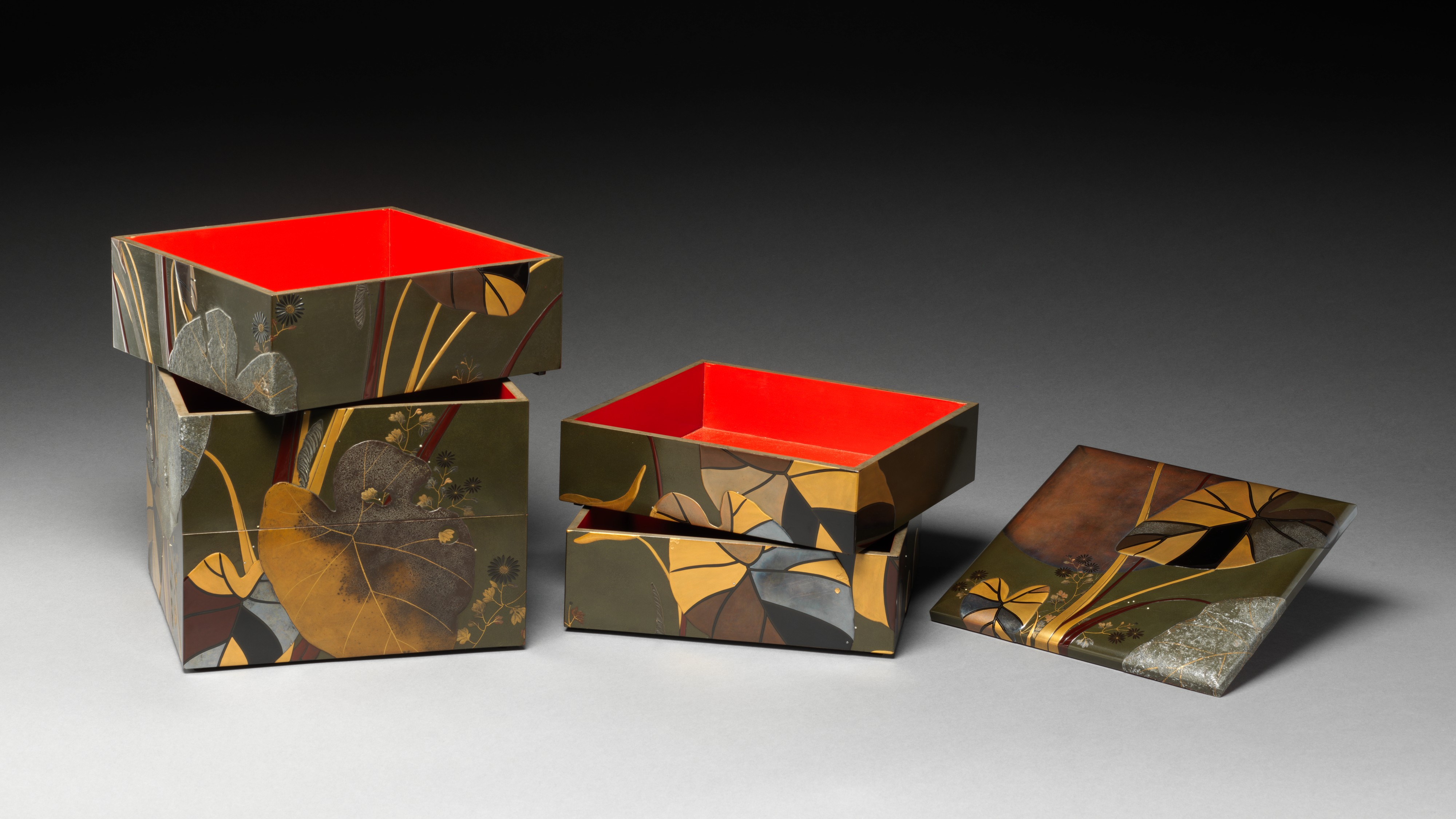

주바코(重箱)는 일본에서 음식을 보관하고 제시하는 데 사용되는 계층형 상자이다. 이 상자는 일본 설날의 전통 음식인 오세치를 담거나 테이크아웃 도시락, 벤토를 담는 데 자주 사용된다.
사게주(提重) 또는 사게주바코(提げ重箱)는 손잡이가 있는 캐리어에 있는 주바코 소풍 세트이다.
일종의 중국식 그릇인 지키로(食籠)도 있는데, 일부는 주바코처럼 적층식으로 쌓을 수 있다.